# Ich bin nicht Rappaport (Film)
Ich bin nicht Rappaport (Originaltitel: I’m Not Rappaport) ist ein US-amerikanischer Spielfilm aus dem Jahr 1996 nach dem gleichnamigen Bühnenstück von Herb Gardner, der auch Regie führte. In den Hauptrollen spielen Walter Matthau und Ossie Davis, deren Figuren ihren Tag auf einer Bank im Central Park verbringen und über das Leben philosophieren.

## Handlung
Jeden Morgen versucht der halb blinde Midge Carter, der trotz seines hohen Alters noch als Hausmeister in einem Apartmenthaus sein Einkommen verdient, seine Zeitung im New Yorker Central Park zu lesen; er wird dabei jedoch ständig vom ähnlich alten Nat Moyer unterbrochen, der über vergangene Zeiten sinniert.
Als Midge von der Hausverwaltung in den Ruhestand versetzt werden soll, überredet ihn Nat dagegen aufzubegehren. Nat gibt sich hierbei sogar als Midges Anwalt aus.

## Rezeption
Roger Ebert gab dem Film 2 von 4 Sternen und fand, dass der Film zu stark vom Stück abweicht. Er schrieb, wenn die Protagonisten nur auf der Bank gesessen hätten und zwei Stunden lang geredet hätten, wäre der Film vermutlich erfolgreicher gewesen. Stattdessen wäre Gardner seinem ursprünglichen Impuls nicht gefolgt und hätte zu viel Handlung ergänzt, was den Film eher konventionell wirken lässt. („If they’d stayed on the bench and just talked – talked for two solid hours – it might have been more successful. Instead, writer-director Herb Gardner loses faith in his original impulse and adds plot – way too much plot – to force the movie into more conventional channels.“)
Ein Kritiker von USA Today, Andy Seiler, schrieb, der „Regisseur Herb Gardner ist etwas zu begeistert vom Skript des Drehbuchautors Herb Gardner, das die Geschichte einfach immer weiter und weiter führt, obwohl die beiden Figuren sich längst abgenutzt hätten“ („Herb Gardner is a little too fond of writer Herb Gardner’s script, which just keeps going and going and going – until even two old pros such as Walter and Ossie have worn out their welcome.“)
Der Film verzeichnet auf Rotten Tomatoes 38 % positive Bewertungen.